# Troilos
Troilos (także Trojlos, Troilus, gr. Τρωίλος) – w mitologii greckiej najmłodszy syn Hekabe i Priama lub  – według innej wersji mitu  – Apollona, który przyszedł do Hekabe pod postacią Priama. Według przepowiedni Troja nigdy nie zostałaby zdobyta, gdyby Troilos dożył dwudziestu lat. Achilles przygotował więc zasadzkę przy wodopoju w okolicach Bramy Skajskiej, gdzie młodzieniec towarzyszył swojej siostrze Poliksenie lub sam przybył napoić konie. Troilos umknął przed herosem i schronił się w świątyni Apollona lub u stóp Palladionu jednak Achilles dopadł chłopca, zabił go i uciął mu głowę. Apollon poprzysiągł Achillesowi zemstę. Według innej wersji mitu Trojanin został złożony przez Achillesa w ofierze. W kolejnym wariancie młodzieniec schronił się w świątyni Apollona Tymbrejskiego, aby ukryć się przed zakochanym w nim Achillesem, który po nieudanych  próbach nakłonienia go do wyjścia zabił go w gniewie włócznią.
Troilos jest tylko raz wspomniany przez Homera jako znakomity jeździec. Był tytułowym bohaterem niezachowanej tragedii Sofoklesa. Scena jego śmierci była często przedstawiana w malarstwie wazowym i ściennym.
W literaturze średniowiecznej historia o Troilosie została znacznie przekształcona, a na pierwszy plan wysunął się wątek miłosny. Troilos pojawia się w Powieści o Troi Benoît de Sainte-Maure’a i w poemacie Boccaccia Filostrato. Na tym ostatnim wzorował się Geoffrey Chaucer pisząc poemat Troilus i Criseyda. William Szekspir podjął temat w sztuce Troilus i Kresyda.